# 渡辺美奈代
渡辺 美奈代（わたなべ みなよ、1969年9月28日 - ）は、日本の女優、歌手、タレント。おニャン子クラブ会員番号29番。
愛知県西春日井郡西春町（現・北名古屋市）出身。キャストコーポレーションに22年所属。2014年10月からエヴァーグリーン・エンタテイメント所属。血液型はB型。
長男は、ダンスユニット「And More」のメンバーを経て、ヒップホップ系シンガーとして2017年7月にCDをリリースし、ソロデビューを果たし、2019年からはアイドルグループ「B2takes!!」にも加入している矢島愛弥。次男の矢島名月もタレントとしてデビューしている。

## 経歴
4人兄妹の上から3番目の次女として誕生し、下に妹がいる。生まれた当時、歌手の青江三奈が人気で、子供に「美奈」「美奈子」などと名付けるのが流行っていた時期で、その様な流れで「美奈代」と名付けられた。なお兄とは『筋肉番付』（TBSテレビ）に一緒に出演したことがある。
西春町立鴨田小学校 → 西春町立五条小学校 → 西春町立天神中学校に在学。小学生時代はバトントワリング部とバスケットボール部、中学時代は卓球部に所属しており、現在でもプロフィールに「特技・卓球」と記してある。
名古屋市で、ジャパン・アーチスト・オフィスにて歌唱などを学ぶ。校内オーディションにてCBS・ソニーにスカウトされ所属タレントとなる。その後、東京のレコード会社にあいさつに行った際にバーニングプロダクションのスカウト担当に声をかけられ、バーニングプロと契約。
1985年11月、バラエティ番組『夕やけニャンニャン』（フジテレビ）のおニャン子クラブのオーディションコーナー「アイドルを探せ!」と、ラジオ番組『三宅裕司のヤングパラダイス』（ニッポン放送）の連動特別企画「ヤンパラ・イメージガール・オーディション」に出場、横田睦美らと共に合格し、おニャン子クラブのメンバーになる。翌年春加入の渡辺満里奈とともにWワタナベとして人気を獲得。
おニャン子オーディション合格時は、地元・愛知県内の稲沢女子高校に在学していたが、合格を機に中退して上京、本格的に芸能活動を始める。1986年4月に堀越高校に編入ではなく新入学する。そのため、生まれ年では1歳年下（後輩）に当たる西村知美、酒井法子、おニャン子クラブのメンバーである斉藤満喜子らと同級生になった。
1986年7月に、シングル『瞳に約束』でソロ・デビュー。デビュー時のミニ・コンサートと握手会は日本武道館で行われ、レコードを予約するともらえる応募はがきによる抽選で当選したファンだけが参加できた。1stシングルから5枚連続オリコン初登場1位は当時の新記録だった。おニャン子クラブには1987年9月の解散まで在籍した。解散後も歌手活動のほか女優業にも本格的に取り組み、バラエティ番組でも活動する。1988年に『志村けんのだいじょうぶだぁ』（フジテレビ）にレギュラー出演して以降、『ドリフ大爆笑』等、フジテレビの志村けんおよびザ・ドリフターズの番組の常連出演者となった。
また、グラビアなどでも人気があり、写真集『Trap』（1994年）、『POSE』（1995年）などで大胆な裸身を披露して話題になった。しかしフルヌードでありながらバストトップとヘアーを隠し続けるスタイルで、「中途半端ヌード」と揶揄されることも多かった。その後『ウンナンの桜吹雪は知っている』（TBSテレビ）のコーナーにおいて水道橋博士が、それらの写真の件について訴えるが「私の考える芸術ではない」とヘアヌードになる意思はないことを述懐。その後に発表された写真集、グラビアでもその方針を変えていない。
1996年、郷ひろみの元付き人で5人組ロカビリーバンドHOT SOX（貴水博之、乃木涼介、木部由紀子、近藤誠）のMickeyこと矢島昌樹と結婚。当時同じバーニングプロに所属していた郷ひろみと矢島とが知り合いで、そのつながりで知り合ったという。1996年3月28日に執り行われた結婚式の仲人は、夫と同郷の元プロ野球選手の森祇晶の夫妻が務めた。現在、2男の母親。主に主婦タレントとして活動中。独学でネイルケアを学び、1997年から夫の出身である岐阜県岐阜市内でネイルサロン「Minayo Watanabe」を経営。2009年からは家具販売のプロデュース業も手掛けている。
2002年、おニャン子クラブの再結成に参加。シングル『ショーミキゲン』では、おニャン子クラブの楽曲ではじめてフロントボーカルを担当した。年末の音楽番組『FNS歌謡祭』（フジテレビ）にも出演している。
2009年12月、本人曰く初舞台となるミュージカル『トゥルー クリスマス～奇蹟のおまじないジングルジングラ～』に出演。
2010年、サントリー「ボス 贅沢微糖」TVCM第8弾「贅沢銀行」篇でおニャン子クラブの限定復活に参加。
2014年、『有吉反省会』（日本テレビ）に出演。"禊"により、公式プロフィール、ブログで「渡辺三七四」と一時的に改名。
2016年11月16日、卵巣のう腫摘出手術のために入院することを明らかにした。
2017年5月3日、『今日は一日”秋元康ソング”三昧』（NHK-FM）の中で「おニャン子クラブ」から新曲を出すなら誰がセンターになるかを決める、「おニャン子クラブ」総選挙が行われ、Web投票と街頭インタビューの集計で、渡辺が1位となった。（2位 岩井由紀子、3位 国生さゆり）

## 人物
おニャン子クラブの仕掛人のひとりである秋元康は、「おニャン子から初めて出た正統派アイドル。クラスでいえばいわゆる誰が見てもかわいい転校生」「全てが選ばれたアイドルという感じ。アイドルになるために生まれてきたような子」「一点の汚れもない正統派のアイドル」「一番危なっかしくて、放って置けないないタイプ」と評した。仲の良かったおニャン子メンバーは岩井由紀子、横田睦美らを挙げている。
同期の西村知美とは堀越高校時代からの親友。また、テレビドラマ『季節はずれの海岸物語』（フジテレビ）で共演した可愛かずみは「かわいがってくれた先輩」と言う。その可愛の葬儀の際には、涙をこらえながら参列する姿が見られた。
加藤浩次（極楽とんぼ）、岡田圭右（ますだおかだ）、設楽統（バナナマン）、ワッキー（ペナルティ）なども学生時代にファンであったと発言している。また元JRA騎手の後藤浩輝は、中学生時代に渡辺の親衛隊に入っていたことを明かしている。
ブランド品が好きであると公言しており、特にシャネル好きと言う。
1980年代当時からハローキティ好きとして知られており、今でもキティコラボ商品を購入した際にはブログで公開している。1988年当時のスタイリストからは「せっかく女っぽくなるよう考えているのだからそろそろキティちゃんは卒業しようよ」と言われていたが、本人は「いくつになってもキティちゃんは特別なんです」と今なお卒業していない。
同郷の元プロ野球選手の稲葉篤紀を応援している。

## 音楽

### おニャン子クラブでのメイン楽曲
- 避暑地の森の天使たち（アルバム『PANIC THE WORLD』）
- 星のバレリーナ（アルバム『SIDE LINE』）
- 真っ赤なミニスカート（アルバム『Circle』）
- 割ってしまった卵（同上）
- 季節のノック（同上※ソロ楽曲）
- ショーミキゲン（2002年、再結成記念シングル）

### シングル
| No. | タイトル                           | 発売日     | 最高位   | B面／C/W曲                         | 備 考 |
| --- | ---------------------------------- | ---------- | -------- | ---------------------------------- | --- |
| 1   | 瞳に約束                           | 1986.07.16 | 1位      | 少しおませな恋                     | ソロデビュー曲 |
| 2   | 雪の帰り道                         | 1986.10.15 | 1位      | うさぎの耳                         | |
| 3   | TOO ADULT                          | 1987.01.15 | 1位      | カメオのコンパクト                 | |
| 4   | PINKのCHAO                         | 1987.04.15 | 1位      | いじめないで                       | ここまですべて作詞・秋元康、作曲・後藤次利 |
| 5   | アマリリス                         | 1987.07.29 | 1位      | 神様のタイミング                   | オリコンでデビュー曲から5作連続初登場1位新記録達成 |
| 6   | ガールズ・オン・ザ・ルーフ         | 1987.11.18 | 2位      | 雪華模様                           | おニャン子クラブ解散後の1作目 |
| 7   | 両手いっぱいのメモリー             | 1988.02.26 | 10位     | グッバイBOY                        | フジテレビ系『藤子不二雄の夢カメラ』ED曲 |
| 8   | ちょっとFallin' Love               | 1988.05.18 | 6位      | ほめてよHold Me Tight              | 鈴木慶一プロデュース時代のスタート |
| 9   | 抱いてあげる                       | 1988.08.03 | 6位      | Tururu                             | 作詞で滋田美佳世初起用 |
| 10  | いいじゃない                       | 1988.11.09 | 13位     | ラストダンスはあなたに             | |
| 11  | 愛がなくちゃ、ネッ!                | 1989.01.21 | 14位     | キッスの蕾                         | |
| 12  | Winterスプリング、Summerフォール   | 1989.06.14 | 14位     | OH, YES!                           | 鈴木慶一による最後の作曲 |
| 13  | 恋愛（ロマンス）紅一点             | 1989.11.22 | 34位     | 愛するより愛されたい               | 井上ヨシマサ時代のスタート |
| 14  | ピチカート・プリンセス             | 1990.08.22 | 43位     | 夜明けのヒッチハイク               | テレビ朝日系『お嬢だん』主題歌 |
| 15  | Hanakoの結婚                       | 1991.08.23 | 90位     | チャンスかもしれない               | テレビ朝日系『Hanakoの結婚』テーマ曲 CBS・ソニーからの最後のリリース |
| 16  | オフロでGO!                        | 1995.04.26 | 圏外     | ごめんね…                          | フジテレビ系『志村けんはいかがでしょう』ED曲 |
| 17  | いろいろあったけど                 | 1996.04.24 | 圏外     | 長い目で見てね                     | テレビ朝日系『新婚さんいらっしゃい!』ED曲 |
| 18  | BIG LOVE                           | 2021.09.29 | 121位    | 瞳に約束 ～35th Anniversary ver.～ | 作詞は長男の矢島愛弥。 発売元: Minayo Office \| # \| タイトル \| 作詞 \| 作曲 \| 編曲 \| \| - \| ---------------------------------- \| -------- \| -------- \| ------------------------- \| \| 1 \| BIG LOVE \| 矢島愛弥 \| Fumi \| SPG, S.KAY \| \| 2 \| 瞳に約束 ～35th Anniversary ver.～ \| 秋元康 \| 後藤次利 \| S.KAY, Tecy Vegas, muzakt \| |
| #   | タイトル                           | 作詞       | 作曲     | 編曲                               | |
| 1   | BIG LOVE                           | 矢島愛弥   | Fumi     | SPG, S.KAY                         | |
| 2   | 瞳に約束 ～35th Anniversary ver.～ | 秋元康     | 後藤次利 | S.KAY, Tecy Vegas, muzakt          | |

※最高位 (週間) はオリコン調べ

### オリジナル・アルバム
| No. | タイトル                               | 発売日     | 最高位（LP） | 最高位（CD） |
| --- | -------------------------------------- | ---------- | ------------ | ------------ |
| 1   | アルファルファ                         | 1986.11.29 | 2位          | 3位          |
| 2   | ホッピング                             | 1987.05.28 | 4位          | 5位          |
| 3   | フリル                                 | 1987.12.21 | 5位          | 9位          |
| 4   | Sweet Little Songs                     | 1988.07.01 | -（CDのみ）  | 100位        |
| 5   | My Boy -歌え! 太陽- a summer place     | 1988.08.19 | 11位         | 7位          |
| 6   | 恋してると、いいね -the Heart of Love- | 1989.02.10 | 19位         | 16位         |

※最高位はオリコン調べ。

### ミニ・アルバム
| #  | タイトル | 発売日     | 備考 |          |
| -- | --- | ---------- | --- | -------- |
| 01 | HAPPY STORY \| # \| タイトル \| 作詞 \| 作曲 \| 編曲 \| \| - \| ----------------------------------- \| -------- \| -------- \| -------- \| \| 1 \| Merry GO! Land \| 矢島愛弥 \| SUSUMU-K \| SUSUMU-K \| \| 2 \| オレンジの季節 \| 矢島愛弥 \| SUSUMU-K \| SUSUMU-K \| \| 3 \| ため息のメロディー \| 矢島愛弥 \| SUSUMU-K \| SUSUMU-K \| \| 4 \| You’re my dream \| M-ROCH \| 角松敏生 \| 森俊之 \| \| 5 \| リルケの栞 2017ver.（セルフカバー） \| 秋元康 \| 後藤次利 \| SUSUMU-K \| | 2017.07.19 | - CD付きA5サイズのフォトブック仕様(販売元Battle Cry Sound) - 21年ぶりの新曲リリースとなり、1～3曲目は長男の矢島愛弥が作詞 - ブックレットでは1997年発売の写真集『EGOIST』以来、20年ぶりのビキニ姿を披露 - 新曲キャンペーンとして、東京ドーム、イオンタウン守谷（茨城県）、東京スカイツリータウン・東京ソラマチ、阪急西宮ガーデンズでミニライブイベントを開催した。 - チャート最高順位 103位 |          |
| #  | タイトル | 作詞       | 作曲 | 編曲     |
| 1  | Merry GO! Land | 矢島愛弥   | SUSUMU-K | SUSUMU-K |
| 2  | オレンジの季節 | 矢島愛弥   | SUSUMU-K | SUSUMU-K |
| 3  | ため息のメロディー | 矢島愛弥   | SUSUMU-K | SUSUMU-K |
| 4  | You’re my dream | M-ROCH     | 角松敏生 | 森俊之   |
| 5  | リルケの栞 2017ver.（セルフカバー） | 秋元康     | 後藤次利 | SUSUMU-K |

### ベスト・アルバム
1. KISS! KISS! KISS! -MINAYO WATANABE BEST-（1989年12月21日）
  - 瞳に約束 / 雪の帰り道 / TOO ADULT / PINKのCHAO / アマリリス / ガールズ・オン・ザ・ルーフ / 両手いっぱいのメモリー / ちょっとFallin' Love / 抱いてあげる / いいじゃない / 愛がなくちゃ、ネッ! / Winterスプリング、Summerフォール / 恋愛紅一点
2. WILL ～MINAYO SELECTIONS～（1991年9月21日）
  - ガラスの一秒 / 靴をはいたサマー / OH,YES! / 星が生まれる夜には / 愛するより愛されたい / 汐風のDUET / チャンスかもしれない / グッバイBoy / 夜明けのヒッチハイク / ピチカート・プリンセス / Hanakoの結婚
3. 渡辺美奈代ベスト・コレクション（1997年7月21日）
  - 瞳に約束 / 少しおませな恋 / 雪の帰り道 / TOO ADULT / カメオのコンパクト / PINKのCHAO / いじめないで / アマリリス / ガールズ オン ザ ルーフ / 両手いっぱいのメモリー / ちょっとFallin'Love / ほめてよHold Me Tight / 抱いてあげる / Tururu / いいじゃない / ラストダンスはあなたに / 愛がなくちゃ、ネッ! /キッスの蕾  / WinterスプリングSummerフォール
4. GOLDEN☆BEST 渡辺美奈代 SINGLES（2002年11月20日）
5. GOLDEN☆BEST 河合その子・国生さゆり・城之内早苗・渡辺美奈代・渡辺満里奈（2010年4月28日）
6. 渡辺美奈代 30th Anniversary Complete Singles Collection（2016年7月27日）

### 映像作品
- どりーむたいむす / 美奈代chan（1987年3月）
  - ファンクラブ限定販売

- ZENBU MINAYO（1988年12月21日）
  - 太陽がやってきた / TOO ADULT / 抱いてあげる / ちょっとFallin’ Love / ガラスの一秒 / My Boy / PINKのCHAO / さよならは笑顔で / 靴をはいたサマー / ロリータ ROSE / いいじゃない

- ピチカート・プリンセス（1990年11月21日）
  - ピチカートプリンセス / 夜明けのヒッチハイク / 恋愛紅一点 / 星が生まれる夜には…

- ZENBU MINAYO and more[42]（2022年9月15日）
  - 「ZENBU MINAYO」と「ピチカート・プリンセス」をまとめた初のBlu-ray化商品

#### 自主制作DVD
1. Minayo-Watanabe 25+2 Anniversary Live 2012（2013年）
2. Minayo Watanabe BirthDay Live 2014（2015年）
3. 30周年記念バースデーライブDVD 2016「FOREVER IDOL 374」（2017年）
4. 2017 渡辺美奈代バースデーライブ（2018年）
5. 2018 渡辺美奈代バースデーライブ（2019年）
6. 2019 渡辺美奈代メモリアルライブ （2020年）
7. 2020 渡辺美奈代バースデーライブ （2021年）
8. 2021 渡辺美奈代バースデーライブ （2022年）
9. 2022 渡辺美奈代バースデーライブ （2023年）

## 出演

### バラエティ
- 夕やけニャンニャン（1985年 - 1987年、フジテレビ）
- ミルッきゃナイDay（1985年 - 1987年、フジテレビ）
- 夕食ニャンニャン（1986年、フジテレビ）
- 志村けんのだいじょうぶだぁ（1988年9月 - 1990年3月・1993年1月 - 、フジテレビ）
- KATO&KENテレビバスターズ（1992年、TBSテレビ）
- 志村けんはいかがでしょう（1993年 - 1995年、フジテレビ）
- 志村けんのオレがナニしたのヨ?（1995年 - 1996年、フジテレビ）
- 新婚さんいらっしゃい!（1996年 - 1997年、朝日放送）
- 痛快!知らぬはオトコばかりなり（1998年、フジテレビ・関西テレビ）
- 朝はビタミン!（2007年4月 - 2008年9月、テレビ東京）火曜→金曜レギュラー
- ぴーかんテレビ（2007年10月 - 2008年9月、東海テレビ）火曜レギュラー

### テレビドラマ
- 月曜ドラマランド（フジテレビ）
  - おニャン子学園危機イッパツ・とんだ放課後（1986年5月） - 三枝しずか 役（主演・福永恵規の妹役）
  - 探偵桃語（1986年10月）
- 木曜ドラマストリート　あぶない課外授業（1986年6月、フジテレビ）
- 藤子不二雄の夢カメラ（1988年2月 - 3月、フジテレビ） - 美奈代 役（主演）
- 季節はずれの海岸物語（1989年 - 1994年、フジテレビ） - 渡辺理恵 役
- 教師びんびん物語II（1989年4月 - 6月、フジテレビ） - 木下ますみ 役
- 野望の国 嵐の章（1989年10月 - 1990年1月、日本テレビ） - 桔梗 役
- ドラマチック22 お交際したい!（1989年12月、TBS） - 真美 役（主演）
- ビートたけしの痛快時代劇 なめくじ長屋捕物さわぎ（1990年1月、TBS）
- テニス少女夢伝説!愛と響子（1990年4月 - 9月、フジテレビ） - 藤山愛 役（主演）
- お嬢だん（1990年8月、テレビ朝日） - 白井麻子 役（主演）
- 浮浪雲（1990年10月 - 1991年3月、TBS）
- 刑事貴族 第1シリーズ第17話「熱い街から来た刑事」（1990年、日本テレビ）
- 世にも奇妙な物語 冬の特別編「王様の耳はロバの耳」（1991年1月、フジテレビ）
- 男と女のミステリー 震える眼・警察官連続殺人事件!（1991年2月、フジテレビ）
- ドラマチック22 オジさんは怒ってるんだゾ!（1991年3月、TBS）
- 学校へ行こう!（1991年4月 - 6月、フジテレビ） - 若井亜希 役
- 月曜ドラマスペシャル 日本一のツイてない男（1991年5月6日、TBS） - 笹本律子 役
- 金曜ドラマシアター 生前情交痕跡あり（1991年7月、フジテレビ）
- HANAKOの結婚（1991年8月、テレビ朝日） - 第1話ゲスト
- さすらい刑事旅情編（テレビ朝日） - 高杉幸子 役
  - さすらい刑事旅情編IV（1991年10月 - 1992年3月）
  - さすらい刑事旅情編V（1992年10月 - 1993年3月）
  - さすらい刑事旅情編VI（1993年10月 - 1994年3月）
- 月曜ドラマスペシャル くんずほぐれつ（つんずほぐれつ）（1992年5月、TBS）
- 本当にあった怖い話 第6回「しのびよる管理人」（1992年5月、テレビ朝日）
- 遥かなる八月の詩（1992年8月、群馬テレビ）
- パイナップルの彼方へ（1992年9月、フジテレビ）
- 金曜エンタテイメント 帰ってきたOL三人旅（1993年 - 1997年、フジテレビ） - 白井まりこ 役
- ちょっと危ない園長さん（1993年1月 - 3月、日本テレビ） - 飯島真弓 役
- 土曜ワイド劇場 殺人トリックを盗んだ女（1993年7月、テレビ朝日）
- エリアコードドラマ052 天使のパドリング（1994年1月 - 3月、名古屋テレビ）
- 夏!デパート物語（1995年7月 - 9月、TBSテレビ）
- 妊娠ですよ2（1995年10月 - 12月、関西テレビ）
- きっと誰かに逢うために（1996年1月 - 3月、テレビ東京） - 第10話ゲスト
- 月曜ドラマスペシャル 保険調査員 しがらみ太郎の事件簿2金沢・能登殺人事件（1996年10月21日、TBSテレビ）
- 板橋マダムス（1998年10月 - 12月、フジテレビ）
- ドラマ30　しおり伝説～スター誕生～（1999年2月 - 3月、CBCテレビ/TBSテレビ）
- 女と愛とミステリー なんでも屋大蔵の事件簿（2002年7月、テレビ東京）
  - なんでも屋大蔵の事件簿2（2003年7月）
- 心がポキッとね 第6話（2015年5月13日、フジテレビ） - 波野栞 役[43]

### その他テレビ番組
- 趣味どきっ! 「駆け引き力アップ! トランプゲーム」（第1～4、9回、2023年4月 - 5月、NHK Eテレ）- 母親役

### 映画
- レディース!!（1994年） - 主演・創山さとみ 役
- 天使のウィンク 日光猿軍団（1995年3月25日公開） - 一ノ瀬綾子 役
- レディース!!2～総長最後の日～（1995年） - 主演・創山さとみ 役
- いぬばか（2009年）
- 爆心 長崎の空（2013年） - 門田晶子 役
- 石岡タロー[44]（2023年）

### Vシネマ
- 妖女伝説セイレーン（1993年） - 主演・セイレーン 役

### オリジナルビデオ
- 壁の向うに誰かいる!（1992年）
- スリル（1993年）

### ラジオ
- 今日は一日”秋元康ソング”三昧（2017年5月3日、NHK FM）※ゲスト出演。番組企画の「おニャン子クラブ」総選挙で1位
- おニャン子のあぶない夜だよ（1985年 - 1987年、ニッポン放送）
- 渡辺美奈代 背のびしてルージュ（1987年、ニッポン放送）
- 15はドキドキ ピンクコング 渡辺美奈代 ピンクのケチャップ（1987年 - 1988年、文化放送）
- SONY Night Square 渡辺美奈代 恋はちょっぴり（1988年 - 1989年、ニッポン放送）
- DJ Tomoaki's Radio Show!（2009年12月10日、下北FM）※ゲスト出演

### コンサート・ライブ・イベント
※おニャン子クラブ主催公演、他のアーティストとの共演またはゲスト出演、インストアイベントなどの小規模イベントは除く
| タイトル                                      | 期間                    | 会場 | 備考 |
| 1980年代                                      | 1980年代                | 1980年代 | 1980年代 |
| --------------------------------------------- | ----------------------- | --- | --- |
| 美奈代 The First and Last Touch in 武道館     | 1986年7月5日            | 日本武道館 | ソロデビューイベント。当日の天候は雨天で今後のイベントでは恒例となる、“雨女”伝説の原点となる。 [セットリスト] 1 会員番号の唄 2 素敵なあなた 3 瞳に約束 4 Heart DE Motion 5 少しおませな恋 6 LIKE A CHERRY BOY 7 真っ赤な自転車 8 瞳に約束 |
| MINAYO LAND SPECIAL EVENT                     | 1987年10月4日 - 11月7日 | よみうりランドEAST(10/4)/大阪城野外音楽堂(10/11)/名古屋市民会館(11/3)/福岡電気ホール(11/7)                                                                                              | ファンクラブMINAYO LAND 結成にあたっての“独立国家建国祭”イベント。入会するファンは“MINAYO LAND 国民”として“入国”した。 よみうりランドEASTには2部構成でほぼ満員となる2万人近い動員があった。また、ステージの後方から鳩の模型に乗って登場する演出が行われた。 MINAYO LAND という名称はアメーバーブログのタイトルとしても使われている。 [セットリスト] 1 瞳に約束 2 TOO ADULT 3 アマリリス 4 リルケの栞 5 太陽がやってきた 6 PINKのCHAO                                                                                             |
| MINAYO LAND祭                                 | 1988年3月26日           | 新河岸陸上競技場 | ファンクラブ“MINAYO LAND 国民”限定イベントで約1,200名が参加した。所属レコード会社やプロダクションごとにチーム分けされたミニ運動会スタイルで、玉転がしなどの団体競技が行われたが、朝から降っていた雨が本降りになったことで午後の競技はすべて中止となる。 |
| 渡辺美奈代握手&サイン会                       | 1988年5月22日           | よみうりランドグリーンステージ | 「ちょっとFallin' Love」の予約特典の新曲発表会を兼ねた握手会イベント。雨天の中、決行され、ミニコンサートの観覧者はずぶ濡れになって観戦した。 |
| ZENBU MINAYO                                  | 1988年8月22日 - 10月2日 | 福岡市民会館(8/22)/大阪厚生年金会館(8/24)/中野サンプラザ (8/30)/名古屋厚生会館(8/31)/山梨県文化ホール(9/4)/中野サンプラザ(9/9)/茅ヶ崎市民文化会館(9/11)/京都会館(9/24)/柏市民会館(10/2) | ファーストコンサート。中野サンプラザ公演(9/9)は、VHS, β, LD化された。 福岡公演中、歌のトップテンで9位にランクインした「抱いてあげる」が生中継された。 [セットリスト] 01 太陽がやってきた 02 Heart DE Motion 03 TOO ADULT 04 ほめてよHold Me Tight 05 Tururu 06 抱いてあげる 07 北北西の風 08 きっと、きっと 09 ガラスの一秒 10 ちょっとFallin' Love 11 瞳に約束 12 PINKのCHAO 13 リルケの栞 14 アマリリス 15 My Boy 16 さよならは笑顔で --- アンコール --- 17 靴をはいたサマー 18 ロリータROSE 太字: 映像収録 下線: 音声のみ収録 |
| 学園祭'88                                     | 1988年11月2日 - 11月5日 | 国士舘大学(11/2)/神奈川大学(11/3)/学習院大学(11/5) | |
| MINAYO秋の特上まつり                          | 1988年11月12日          | よみうりランドEAST | 同会場では大掛かりな仕掛けで登場するのが恒例となっていたが 、今回は着ぐるみのゾウに乗って登場したが、ゾウがお堀に前足を踏み入れてしまい、渡辺と一緒にステージ上から転倒したが、演奏が止まらず、そのまま「ガールズ・オン・ザ・ルーフ」を歌い出すハプニングが起きた。 |
| ぱっと花咲けコンサート                        | 1989年3月18日 - 3月20日 | 渋谷公会堂(3/18)/大阪厚生年金会館大ホール(3/20) | [セットリスト] 01 キッスの蕾 02 ほめてよHold Me Tight 03 不良のたまご 04 TOO ADULT 05 両手いっぱいのメモリー 06 放課後の忘れ物 07 雪の帰り道 08 アマリリス 09 グッバイBOY 10 愛がなくちゃ、ネッ! 11 ちょっとFallin' Love 12 いいじゃない 13 抱いてあげる 14 月のダンス 15 My Boy 16 Tururu 17 PINKのCHAO 18 瞳に約束 19 ラストダンスはあなたに 20 ロリータROSE --- アンコール --- 21 キッスの蕾 22 瞳に約束 |
| 1990年代                                      |                         | | |
| 新宿厚生年金紅一点 福袋CONCERT                | 1990年1月7日            | 新宿厚生年金会館大ホール | 「瞳に約束」歌唱前のMCで当分の間、「瞳に約束」は歌わないという思いがけない封印宣言で会場がどよめく。 [セットリスト] 01 恋愛紅一点 02 愛するより愛されたい 03 スウィート・ミリタリー 04 Winterスプリング、Summerフォール 05 両手いっぱいのメモリー 06 愛がなくちゃ、ネッ! 07 ちょっとFallin' Love 08 キッスの蕾 09 魔法使いサリー 10 ハクション大魔王 11 ドラえもん 12 ど根性ガエル 13 St. Valentine's Night 14 雪の帰り道 15 リルケの栞 16 いいじゃない 17 OH, YES! 18 ロリータROSE --- アンコール --- 19 瞳に約束 20 恋愛紅一点 |
| MINAYOだョ!全員集合                           | 1990年8月5日            | 中野サンプラザ | |
| 2000年代                                      |                         | | |
| MINAYO LAND 2000                              | 2000年4月16日           | 新宿CODE | ソロライブとしては6年ぶり。 スペシャルゲスト：山本スーザン久美子 |
| 2010年代                                      |                         | | |
| 25+2 Anniversary Live                         | 2012年7月11日 - 9月28日 | マウントレーニアホール 渋谷プレジャープレジャー(7/11)/名古屋CLUB QUATTRO(7/15)/大阪BIGCAT(9/28)                                                                                         | ソロライブとしては12年ぶり。 |
| BirthDayイベント2013                          | 2013年9月27日           | パセラリゾーツグランデ渋谷店 | 昼の部：女性限定お茶会 夜の部：ライブ |
| BirthDayイベント2014                          | 2014年9月28日           | パセラリゾーツグランデ渋谷店 | 昼の部：女性限定ファッショントークショー 夜の部：ライブ |
| BirthDay Live 2015                            | 2015年9月26日 - 9月27日 | パセラリゾーツグランデ渋谷店 | |
| デビュー30周年記念コンサート Forever IDOL 374 | 2016年9月25日           | NEW PIER HALL (東京) | 昼夜2回公演 |
| BirthDay Live 2017                            | 2017年9月23日           | パセラリゾーツグランデ渋谷店 | 昼夜2回公演 |
| BirthDay Live 2018                            | 2018年9月23日           | パセラリゾーツグランデ渋谷店 | 昼夜2回公演 |
| Christmas Live 2018 in 大阪                   | 2018年12月2日           | ルフールなんば道頓堀店 | |
| 50th Anniversary BirthDay Live 2019           | 2019年9月28日           | パセラリゾーツグランデ渋谷店 | 昼夜2回公演 |
| MAHARAJA 9th Anniversary Party                | 2019年11月16日          | MAHARAJA ROPPONGI | マハラジャ六本木復活9周年記念パーティーのゲスト。モデルタレントのゆきぽよも出演。 |
| Christmas Live 2019 in 大阪                   | 2019年12月1日           | ルフールなんば道頓堀店 | |
| 2020年代                                      |                         | | |
| Online Birthday Live 2020                     | 2020年9月19日           | パセラリゾーツグランデ渋谷店 | 昼夜2回公演 (オンライン配信のみ) |
| ディナーショー& Minayo Land 発足記念イベント  | 2021年5月29日           | ウィンダムグランド淡島オデッセイ | |
| トキメキ♡ランチ会 / ドキドキ♡ディナー会       | 2021年7月17日           | シェラトン都ホテル東京 | 第1期 Minayo Land ファンクラブイベント |
| Birthday Live 2021                            | 2021年9月23日           | シェラトン都ホテル東京 | 昼夜2回公演 |
| 女子会 / クリスマス会                         | 2021年12月12日          | シェラトン都ホテル東京 | 昼夜2回公演 |
| Birthday Live 2022                            | 2022年9月19日           | シェラトン都ホテル東京 | 昼夜2回公演 |
| クリスマスランチ会 / ディナー会               | 2022年12月25日          | シェラトン都ホテル東京 | 昼夜2回公演 |
| BUBBLY DISCO NIGHT                            | 2023年4月29日           | MAHARAJA ROPPONGI | |
| ファンミーティング                            | 2023年6⽉4⽇ / 11月18日 | THE BAGUS PLACE (銀座店) / MAHARAJA OSAKA | ファンクラブイベント (第2回東京/第1回大阪) |
| BirthDay Live 2023                            | 2023年9月23日           | グレースバリ渋谷店 | 昼夜2回公演 |
| BirthDay Live 2024                            | 2024年9月28日           | グレースバリ渋谷店 | 昼夜2回公演 |
| 座・グランショー                              | 2025年3⽉1⽇            | 座・グラン東京 | 昼夜2回公演 |

## 書籍
- いつまでもアイドル!（2000年、ネコ・パブリッシング）
- ひとりでできるジェルネイルBOOK（2008年、双葉社）
- 渡辺美奈代の美ゅーてぃふる弁当 (2014年、小学館SJ・MOOK)

### 写真集
- Look at!（1988年、ワニブックス　撮影：山内順仁）
- Darlin'!（1990年、ワニブックス　撮影：木村晴）
- No Problem!（1991年、ワニブックス　撮影：井ノ元浩二）
- BLOOMING-MINAYA SEPTEMBER 28（1992年、スコラ　撮影：デイヴィッド・ハミルトン）
- Trap（1994年、ワニブックス　撮影：井ノ元浩二）
- POSE（1995年、ワニブックス　撮影：井ノ元浩二）
- EGOIST（1997年、ワニブックス　撮影：山内順仁）